# Artakama
Artakama – pierwsza żona Ptolemeusza I Sotera, córka arystokraty perskiego Artabazosa. Siostra Barsine (żony Memnona z Rodos) i Artonis (żony Eumenesa z Kardii).

## Życiorys
Poślubiona przez Ptolemeusza podczas zbiorowych zaślubin dowódców Aleksandra Macedońskiego z kobietami z arystokratycznych rodzin perskich w Suzie (Wesele w Suzie), pozostawała jego żoną tylko przez krótki czas.